# Victor (Iowa)
Victor ist eine Kleinstadt mit dem Status „City“ im Iowa County und zu einem kleineren Teil im Poweshiek County des US-amerikanischen Bundesstaats Iowa.
Bei der Volkszählung im Jahr 2010 hatte Victor 893 Einwohner, deren Zahl sich bis 2015 auf 888 leicht verringerte. Das U.S. Census Bureau hat bei der Volkszählung 2020 eine Einwohnerzahl von 875 ermittelt.

## Geographie
Victor liegt im mittleren Südosten Iowas am Big Bear Creek, der über den Iowa River zum Einzugsgebiet des Mississippi Rivers gehört. Victor liegt rund 100 km nördlich der Grenze zu Missouri und rund 100 km westlich des Mississippi, der die Grenze zu Illinois bildet.
Das Stadtgebiet erstreckt sich über eine Fläche von 1,27 km² und liegt zum größten Teil in der Hartford Township des Iowa County. Ein kleinerer Teil ragt bis in die westlich benachbarte Warren Township des Poweshiek County.
Die nächsten Nachbarorte von Victor sind Belle Plaine (20,9 km nördlich), Koszta (18 km nordöstlich), Ladora (10,8 km ostnordöstlich), Guernsey (12,6 km südsüdwestlich), Carnforth (4,7 km westlich), Brooklyn (13,6 km in der gleichen Richtung) und Hartwick (9,7 km nordwestlich).
Die nächstgelegenen größeren Städte sind Rochester in Minnesota (273 km nördlich), Cedar Rapids (73 km nordöstlich), die Quad Cities in Iowa und Illinois (154 km östlich), Chicago in Illinois (422 km in der gleichen Richtung), Columbia in Missouri (344 km südlich), Kansas City in Missouri (426 km südsüdwestlich), Iowas Hauptstadt Des Moines (121 km westsüdwestlich), Nebraskas größte Stadt Omaha (343 km in der gleichen Richtung) und Sioux City (419 km westnordwestlich).

## Verkehr
Etwa drei Kilometer südlich des Stadtgebiets von Victor verläuft von Westen nach Osten der Interstate Highway 80, der hier die kürzeste Verbindung von Des Moines nach Chicago bildet. Der U.S. Highway 6 verläuft in West-Ost-Richtung entlang des nördlichen Stadtrandes. Der alte Highway 6 bildet die Hauptstraße von Victor. Alle anderen Straßen sind untergeordnete, teils unbefestigte Fahrwege oder innerörtliche Verbindungsstraßen.
Durch Victor führt in West-Ost-Richtung eine Eisenbahnlinie für den Frachtverkehr der BNSF Railway.
Mit dem Belle Plaine Municipal Airport befindet sich 21 km nördlich ein kleiner Flugplatz für die Allgemeine Luftfahrt. Der nächste Verkehrsflughafen ist der Des Moines International Airport (139 km westsüdwestlich).

## Bevölkerung
Nach der Volkszählung im Jahr 2010 lebten in Victor 893 Menschen in 392 Haushalten. Die Bevölkerungsdichte betrug 703,1 Einwohner pro Quadratkilometer. In den 392 Haushalten lebten statistisch je 2,28 Personen.
Ethnisch betrachtet setzte sich die Bevölkerung zusammen aus 98,1 Prozent Weißen, 0,1 Prozent Afroamerikanern, 0,3 Prozent Asiaten und 1,3 aus anderen ethnischen Gruppen; 0,1 Prozent stammten von zwei oder mehr Ethnien ab. Unabhängig von der ethnischen Zugehörigkeit waren 1,7 Prozent der Bevölkerung spanischer oder lateinamerikanischer Abstammung.
25,3 Prozent der Bevölkerung waren unter 18 Jahre alt, 58,2 Prozent waren zwischen 18 und 64 und 16,5 Prozent waren 65 Jahre oder älter. 49,8 Prozent der Bevölkerung waren weiblich.
Das mittlere jährliche Einkommen eines Haushalts lag im Jahr 2015 bei 43.542 USD. Das Pro-Kopf-Einkommen betrug 22.844 USD. 9,4 Prozent der Einwohner lebten unterhalb der Armutsgrenze.

## Persönlichkeiten
- John W. Gwynne (1889–1972) – republikanischer Abgeordneter des US-Repräsentantenhauses (1935–1949) – geboren in Victor